# Wowpedia
Wowpedia è un'enciclopedia collaborativa, online e gratuita incentrata sull'universo di Warcraft, in particolare sul videogioco MMORPG World of Warcraft. I suoi contenuti sono distribuiti con licenza Creative Commons Attribution-Share Alike 3.0 Unported, e usa il software MediaWiki. A ottobre 2015 il sito contava oltre 226.000 pagine. Oltre a quella inglese, esistono le versioni (di minori dimensioni) francese, russa e spagnola.

## Storia
Wowpedia venne lanciata come WoWWiki (url: http://www.wowwiki.com/) il 24 novembre del 2004, il giorno dopo l'uscita di World of Warcraft, su iniziativa dei due utenti Rustak e AlexanderYoshi: mentre inizialmente era incentrata sul solo World of Warcraft, col tempo è aumentata considerevolmente di dimensioni per includere tutto il materiale della serie Warcraft.
Il 2 maggio 2007 venne annunciato che WoWWiki si sarebbe spostata sui server Wikia, cosa che avvenne due settimane più avanti. La situazione rimase tale fino a quando Wikia effettuò pesanti cambiamenti nell'interfaccia e introdusse nuove limitazioni, e il 29 settembre 2010 gli utenti cominciarono a discutere se abbandonare Wikia. Si scoprì che la cosa non poteva essere fatta, poiché Wikia era proprietaria del dominio "wowwiki.com", ed era intenzionata a mantenere il sito anche in caso di uno spostamento. Di conseguenza venne creata Wowpedia sui server di Curse, copiando interamente il database di WoWWiki (comprese cronologie e pagine utente): la totalità degli amministratori che non erano dipendenti di Wikia e gran parte degli utenti migrò su Wowpedia, che divenne attiva il 17 ottobre successivo.
Da quel momento WoWWiki e Wowpedia esistono parallelamente, e si sono sviluppate separatamente (sebbene esistano contributori che lavorano su entrambe).
Il 4 dicembre 2010 venne annunciato su Battle.net il lancio del nuovo sito della community di World of Warcraft, che includeva in diverse pagine link diretti a Wowpedia e a Wowhead.